# Sailing to the Sunshine
『Sailing to the Sunshine』（セーリング・トゥ・ザ・サンシャイン）は、テレビアニメ『ラブライブ!サンシャイン!!』のオリジナルサウンドトラックで、2016年11月30日にLantisから発売された。

## 概要
テレビアニメ『ラブライブ!サンシャイン!!』で使用された楽曲が収録される。
CDには初回生産特典として「ちびAqours輝きシール」がランダムで1枚封入される。
キャッチコピーは、「輝きの欠片を集めて…」。

## 収録曲
- 音楽︰加藤達也
- 歌詞がある曲の全作詞︰畑亜貴

Disc1
1. Main theme of Lovelive! Sunshine!!
2. 桜色の風
3. 舞い降りた奇跡
4. 青空Jumping Heart【オープニング主題歌(TVサイズ)】
  - 歌：Aqours
5. 青い海とみかん畑の日々
6. LET'S GET DOWN
7. つかめない光
8. ニネンブゥリデスカ
9. 桟橋のソナタ
10. 想いは波に寄せられて
11. 普通怪獣ちかっちー？
12. 希望の羽
13. with YOU
14. Conflict with diamond
15. 小さな奇跡
16. 決めたよHand in Hand【第1話挿入歌(TVサイズ)】
  - 歌：高海千歌（伊波杏樹）、桜内梨子（逢田梨香子）、渡辺曜（斉藤朱夏）
17. 前回のラブライブ！サンシャイン!!
18. Swingin' & Shakin'
19. OTOBOKE funny days
20. Carrot & Stick
21. 海の音を探して
22. 想いのかけら
23. 詞って、なあに？
24. ウチウラータイム
25. スクールアイドルに恋してる
26. 優しさを伝う海鳴り
27. ユメノトビラ【第2話挿入歌】
  - 弾き語り：桜内梨子（逢田梨香子）
28. 輝きを目指して
29. 新理事長がやって来るOh！Oh！Oh！
30. みかん色の帰り道
31. 妄想作戦会議
32. It's a sunny day!
33. 波打ち際のスタートライン
34. かけがえのないふるさと
35. ダイスキだったらダイジョウブ！【第3話挿入歌(TVサイズ)】
  - 歌：高海千歌（伊波杏樹）、桜内梨子（逢田梨香子）、渡辺曜（斉藤朱夏）
36. 今しかない瞬間を
37. 輝きへの階段
38. 夢見る文学少女
39. 嫌いにならなきゃ
40. 陽だまりのリハーサルスタジオ
41. 友情Diary
42. 一緒に始めよう！

Disc2
1. のん気な屋上日和
2. ファイブマーメイド
3. フォーリン・ヨハネ
4. Riko Jump High!!
5. 堕天しない？
6. FRIENDSHIP
7. 降臨・ヨハネ
8. 廃校ｷﾀーー(ﾟ∀ﾟ)ーー！！
9. すれ違いは霧の中で
10. ズームイン！
11. アクション！
12. 夢で夜空を照らしたい【第6話挿入歌(TVサイズ)】
  - 歌：高海千歌（伊波杏樹）、桜内梨子（逢田梨香子）、渡辺曜（斉藤朱夏）、津島善子（小林愛香）、国木田花丸（高槻かなこ）、黒澤ルビィ（降幡愛）
13. 雨模様のリグレット
14. 東京ハイテンション
15. SELF CONTROL!!【第8話挿入歌(フルサイズ)】
  - 歌：Saint Snow（鹿角聖良（田野アサミ）、鹿角理亞（佐藤日向）
16. 夢と現実の狭間
17. くやしくないの？
18. 果南を追え！
19. 取り調べ室
20. 一番大切なもの
21. 素直になれなくて
22. 未熟DREAMER【第9話挿入歌(TVサイズ)】
  - 歌：Aqours
23. サンシャイン！バケーション!!
24. ウキウキ夏合宿
25. 海に還るもの
26. すれ違いのヨーソロー
27. DETERMINATION
28. 想いよひとつになれ【第11話挿入歌(TVサイズ)】
  - 歌：高海千歌（伊波杏樹）、松浦果南（諏訪ななか）、黒澤ダイヤ（小宮有紗）、渡辺曜（斉藤朱夏）、津島善子（小林愛香）、国木田花丸（高槻かなこ）、小原鞠莉（鈴木愛奈）、黒澤ルビィ（降幡愛）
29. 始まりの物語
30. MIRAI TICKET【第13話挿入歌(TVサイズ)】
  - 歌：Aqours
31. ユメ語るよりユメ歌おう【第2話エンディング主題歌(TVサイズ)】
  - 歌：高海千歌（伊波杏樹）、桜内梨子（逢田梨香子）、渡辺曜（斉藤朱夏）
32. ユメ語るよりユメ歌おう【第4話エンディング主題歌(TVサイズ)】
  - 歌：国木田花丸（高槻かなこ）、黒澤ルビィ（降幡愛）
33. ユメ語るよりユメ歌おう【第5話エンディング主題歌(TVサイズ)】
  - 歌：津島善子（小林愛香）
34. ユメ語るよりユメ歌おう【第6話エンディング主題歌(TVサイズ)】
  - 歌：松浦果南（諏訪ななか）、黒澤ダイヤ（小宮有紗）、小原鞠莉（鈴木愛奈）
35. ユメ語るよりユメ歌おう【第7話エンディング主題歌(TVサイズ)】
  - 歌：津島善子（小林愛香）、国木田花丸（高槻かなこ）、黒澤ルビィ（降幡愛）
36. ユメ語るよりユメ歌おう【第8話エンディング主題歌(TVサイズ)】
  - 歌:高海千歌（伊波杏樹）、桜内梨子（逢田梨香子）、渡辺曜（斉藤朱夏）、津島善子（小林愛香）、国木田花丸（高槻かなこ）、黒澤ルビィ（降幡愛）
37. ユメ語るよりユメ歌おう【第10話エンディング主題歌(TVサイズ)】
  - 歌：高海千歌（伊波杏樹）、桜内梨子（逢田梨香子）
38. ユメ語るよりユメ歌おう【第11話エンディング主題歌(TVサイズ)】
  - 歌：渡辺曜（斉藤朱夏）
39. ユメ語るよりユメ歌おう【第3話&第12話エンディング主題歌(TVサイズ)】
  - 歌：Aqours